# Cristal de memoria Superman
El cristal de memoria Superman es un vidrio nanoestructurado para registrar datos digitales en 5-D utilizando el proceso de escritura con láser de femtosegundo. El cristal de memoria es capaz de almacenar hasta 360 terabytes de datos por miles de millones de años. El concepto fue demostrado experimentalmente en 2013.

## Diseño técnico
El concepto es el almacenamiento masivo de datos ópticamente en materiales transparentes no fotosensibles como el cuarzo fundido, que es famoso por su alta estabilidad química y resistencia. Escribir en él utilizando un láser de femtosegundo se propuso por primera vez y se demostró en 1996. El medio de almacenamiento consiste en cuarzo fundido donde las dimensiones espaciales, la intensidad, la polarización y la longitud de onda se utilizan para modular los datos. Al introducir nanopartículas de  oro o  plata incrustadas en el material, sus propiedades plasmónicas pueden ser explotadas.
Se han probado hasta 18 capas usando parámetros optimizados con una energía de pulso de luz de 0.2 μJ, una duración de 600 fs y una tasa de repetición de 500 kHz. La prueba de la durabilidad con mediciones de envejecimiento acelerado muestra que el tiempo de desintegración de las nanograpas es de 3 × 1020 ± 1 años a temperatura ambiente (30 ⁰C). A una temperatura elevada de 189 ⁰C, el tiempo de desintegración extrapolado es comparable a la edad del Universo (13.8 × 109 años). Grabando datos con un objetivo de apertura numérica de 1.4 NA y una longitud de onda de 250-350 nm, se puede lograr una capacidad de 360 TBytes.

## Lecturas relacionadas
- SPIE: Almacenamiento eterno de datos en 5D mediante escritura láser ultrarrápida en vidrio (Consultado el 27 de abril de 2016, fechado 4 de marzo de 2016)
- Mundo de la física: la memoria óptica entra en el reino 5D Archivado el 22 de marzo de 2019 en Wayback Machine.
- Sitio web oficial de 5D Memory Crystal